# 民主中国阵线

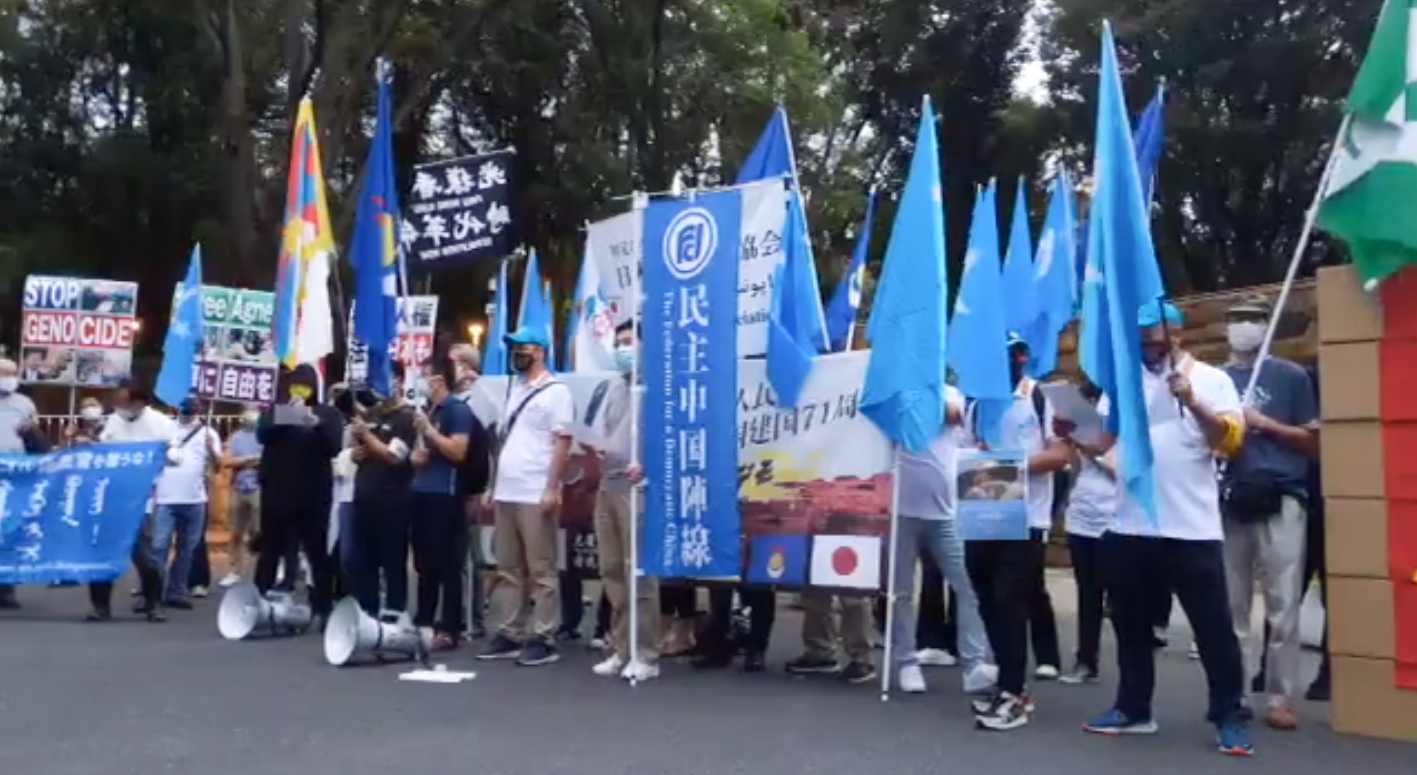
2020年10月3日，民主中国阵线參與日本東京「中華人民共和國建國71周年聯合遊行」

民主中国阵线（英語：Federation for a democratic China），简称民阵，是成立於海外的中华人民共和国民主运动组织，主要是由流亡到海外的八九民运的参与者和海外的中国大陆留学生發起组建，是八九民运的产物。
民阵的现任主席是居住在澳大利亚的秦晋，于2017年3月24日当选。其他担任过民阵主席依次还有严家其、万润南、杜智富、修海涛（齐墨）、费良勇和2012年10月9日当选的盛雪。
民阵声称其是1989年以来坚持至今的民运组织中，组织队伍最为完整的一个，会员遍及世界各地，包括中国大陆。其中，比较活跃的有在香港、臺灣、加拿大、美国、澳大利亚、新西兰、英国、法国、德国、日本、泰国以及其他欧洲和亚洲国家的民阵基层组织。

## 目标
民阵是一个致力于推进中国民主化进程的政治组织，其基本纲领为“保障基本人权，维护社会公正，发展民营经济，结束一党专制，建立民主中国”，自成立以来制定的各版章程，都保留着“现阶段的行动原则”为“和平、理性、非暴力”的条款。

## 组织架构
根据目前的民阵章程，民阵总部设一个21人的理事会作为决策机构和一个9人的监事会作为监察与裁决机构，分别由民阵全球代表大会的代表分区提名候选人，由大会直接选举产生。然后再由大会通过直选，分别从理事会和监事会成员中选出一名理事会主席和监事会主席。民阵理事会主席即为民阵主席，民阵主席可提名秘书处和多个工作委员会，经理事会会议批准后任命，负责民阵总部的日常运作。
民阵在各地的基层组织由民阵总部授权后，由当地会员按民主程序自行组建，自行选举负责人。
民阵的会员大会，自1990年起，每两年召开一次，按章程可以提前不超过一个月或推迟不超过半年。

## 经费来源
根据民阵总部秘书长潘永忠2012年10月9日在匈牙利布达佩斯召开的民阵第11次代表大会上所作的财务报告透露，民阵目前唯一的收入是会员缴纳的会费，但全部返回各基层组织自行使用。因此民阵总部的收入是实际上是零收入，所有的开支都是由总部成员及参与工作的会员自掏腰包，因此在账面上也是零开支。至于民阵推动举办的大型会议和其他项目，则是与其他协办组织一起，通过专款专用的方式进行募捐和结算，并不属于民阵的财务。

## 历史

### 成立
六四事件之后，流亡到法国的严家其（原中国社会科学院政治研究所所长）、吾尔开希（八九民运学生领袖，原北京师范大学学生）、万润南（当时中国大陆最大的民营企业四通公司原总裁），以及先前已经在美国的苏绍智（原中国社会科学院马克思列宁主义毛泽东思想研究所所长）和刘宾雁（原中国作家协会副主席）在1989年7月共同发表了“成立民主中国阵线的倡议书”。得到全球各地中国留学生组织和华人社团的积极响应，特别是成立已有8年之久的中国民主团结联盟积极参与和协助了民阵的筹办工作。
民主中国阵线的成立大会于1989年9月22-24日在法国巴黎索邦大学举行，严家其、吾尔开希分别当选为理事会主席和副主席，钱达当选为监事会主席，万润南被任命为秘书长。随后，民阵在全球各地，特别是中国留学生比较集中的国家和城市普遍建立了分部和支部，会员曾达上万之多。期间，民阵购置了一条旧渔轮进行“民主女神”号广播船项目，但由于中共压力，该船为等候安装广播器材而停泊台湾基隆港後，未再能出港。

### 联合
民阵于成立整整一年之后的1990年9月22-24日，在美国旧金山召开了第二次代表大会。大会上，澳大利亚南澳支部的代表张小刚提出了《与民联合并的提案》，原内容包括“一个意向五个步骤”。经严家琪将内容修正为“交由民阵理事会和民联联委会协商并在下次代表大会前实现”后，获得大会通过。民阵二大对章程做了较大修改，包括采取“三权分立”架构（搭档参选的主席副主席不再是理事会成员）、大会直选财务委员会主任等。两对候选人中，万润南和许思可在选举中以仅仅十票的差距胜过朱嘉明和徐邦泰，当选为主席与副主席。此外，朱韵成在大会直选中当选财务主任。大会以分区选举的方式选出理事会成员：澳大利亚李克威、杨兮、李娟；美国朱嘉明、马大维、杨光；英国汪浩；德国廖天琪；法国严家其；港台张郎郎；加拿大伍春萌；北欧徐广繁；荷比卢瑞钱海鹏；日本杨中美。之后，朱嘉明被理事会推举为理事长。大会以直选的方式选出监事会成员：美国王超华、钱达；法国老木；澳洲王珞；英国邵宗懿；日本李梁；加拿大杜智富。钱达通过监事会内部选举蝉连监事会主席。
1991年3月3日，澳大利亚的民阵南澳支部和民联南澳支部联合召开会员盟员大会，决议合并为民阵民联南澳大利亚联合支部，通过了合并后的支部章程，并依章选举了联合后的支部委员会。这是已知首个通过程序正式合并的民阵民联基层组织。
1993年1月18日，民阵和民联以合并为目的，在美国首都华盛顿召开联合代表大会，成立了中国民主联合阵线（民聯陣）。但由于会上出现了纷争，特别是对会务程序有作弊现象的指控，导致刚刚流亡海外不久、原本出任主席呼声最高的王若望等五名主席副主席候选人以及大批民阵、民联的代表退出会议。

### 重建
1993年11月，拒绝参加或者退出了中国民主联合阵线的民阵和民联成员，在澳大利亚墨尔本和悉尼分别召开了民阵第三次代表大会和民联第六次全盟代表大会。其中民阵第三次代表大会25-28日在墨尔本举行，对章程重新进行重大修改，取消了“三权分立”体制以及对主席的连任限制，规定主席、副主席和监事会主席都由大会从当选理事中选举产生。民阵三大还首次采纳了以fdc三个字母组成的“同”字符作为民阵会标。大会通过分区选举方式推举瑞典章雨、法国蔡崇国与万润南、德国齐墨、比利时卢扬、澳洲孙继生与秦晋和黄兆邦、日本赵南、香港姚勇战、加拿大盛雪与杜智富、美国许思可与马大维和钱达为理事会成员，通过分区提名大会直选推举文权、费良勇、张小刚、王国兴、程真、朱韵成为监事会成员。然后通过大会直选，推举万润南为主席，马大维、齐墨和孙继生为副主席，杜智富为监事会主席。会后，民阵和民联在澳大利亚悉尼联合成立了六四事件调查委员会，盛雪任主席。
1996年5月17-20日，民阵与民联在美国肯塔基联合举办“台湾大选后两岸关系与大陆民运研讨会”，并同时召开各自的第四次代表大会与第七次全盟代表大会，两个代表大会联合举行了开幕式。在民阵四大上，杜智富当选为主席，齐墨、赵南、秦晋当选为副主席，马大维当选监事会主席，万润南等十六人分别当选为第四届的理、监事。
在民阵的积极推动和帮助下，联合多个团体，组建了由魏京生任主席的“中国民主运动海外联席会议”。在“中国海外民运联席会议”筹备期间，杜智富辞去主席职务，由齐墨接任。杜智富与当时的民联主席吴方城另行主持“海外民运圆桌会议”。
1998年5月，民阵第五次代表大会和民联第八次全盟代表大会同时在加拿大多伦多举行，在民阵五大上，齐墨当选主席,盛雪、秦晋等当选副主席，盛雪兼任总干事。
1998年11月6日，在民阵加拿大分部的承办下，中国海外民运联席会议成立大会在加拿大多伦多附近的尼加拉瓜大瀑布城成立。
2000年12月8日，民阵第六次代表大会在德国波恩附近举行，齐墨连任主席，赵南、盛雪、梁友灿任副主席，蔡崇国任监事会主席。当选理事有齐墨、赵南、盛雪、梁友灿、李松、相林、蔡崇国、税力、秦晋、潘晴、章雨、费铮铭、林飞、万润南，莫伟强，候补理事有田仲文；当选监事王国兴、王进忠、刘刚、杜智富、陈乃良、张小刚，候补监事有朱家列。
2003年10月24日，民阵在德国法兰克福附近的小城默费尔登-瓦尔多夫举行了第七次代表大会，费良勇当选主席，盛雪、梁友灿等当选副主席，蔡崇国当选监事会主席。当选理事有梁友灿、秦晋、潘晴、林飞、李松、齐墨、蔡崇国、费良勇、刘刚、王国兴、税力、潘永忠、章雨、盛雪、莫伟强；当选监事有万润南、王进忠、张小刚、陈乃良、朱家烈、张捷。潘永忠任秘书长。
与此同时，民阵与其他组织一起组建了民运协调会，并通过民运协调会的机制，积极筹备2004年六四15周年纪念活动。
在民阵的推动和运作下，联合民联、民联阵等多个民运组织，通过民阵澳洲分部具体筹办，于2005年3月19-21日在澳大利亚悉尼举办了2005澳洲民运大会。来自世界各地多个民运团体数十人出席了会议。这次大会设立了美国、荷兰、英国、日本、泰国、瑞士以及中国大陆多个分会场，并首次实现通过互联网进行全程网络实况转播。
2006年，由民阵推动和发起，联合海内外各界各族人士，在柏林召开了首届全球支持中国和亚洲民主化大会，会上成立了“全球支持中国和亚洲民主化论坛”。会议期间，同时举行了民阵第八次代表大会和民联第十二次代表大会。在5月17日举行的民阵八大上，费良勇再次当选主席，盛雪、李松、梁友灿当选副主席，蔡崇国再次当选监事会主席，潘永忠任秘书长。当选理事有费良勇（德国）、盛雪（加拿大）、梁友灿〔澳大利亚〕、李松〔日本〕、蔡崇国〔法国〕、潘永忠〔德国〕、秦晋〔澳大利亚〕、潘晴〔新西兰〕、刘刚〔丹麦〕、林飞〔日本〕、王国兴〔荷兰〕、姚勇战〔美国〕、彭小明〔德国〕、唐元隽〔美国〕、吕易〔澳大利亚〕。当选监事有监事：张小刚〔澳大利亚〕、逸君〔加拿大〕、金秀红（女、美国）、王钧〔荷兰〕、黄元璋〔香港〕、边宁〔日本〕。

### 分裂
2006年至2007年，以部分民阵八大当选理监事为首的一部分会员宣布独立于民阵总部，另立“八国民阵联合体”，并在2008年9月通过网络会议重开“第八次代表大会”，民阵遭遇分裂。
2007年5月14-16日，民阵发起和筹办下，在位于比利时布鲁塞尔的欧盟议会大厦和布鲁塞尔国际新闻中心举行了第二次全球支持中国和亚洲民主化大会。同年，在悉尼举办APEC期间，在墨尔本召开了支持中国和亚洲民主化研讨会。
2008年8月，由民阵推动和操办，在东京召开了第三次全球支持中国和亚洲民主化大会。会后，盛雪、逸君、张小刚等多名民阵成员参与闯关香港，参与港台公民行活动。
2008年10月，民阵、民联和民联阵等多个团体联合在美国洛杉矶举行民运大会，会议期间，三大组织分别举行了各自的代表大会。在10月11日召开的民阵第九次代表大会上，费良勇再次蝉联主席，盛雪、梁友灿、唐元隽当选副主席。会议修改章程，监事会主席不再由理事担任，改从当选监事中提名，由大会直选。张健当选为监事会主席。
2009年5月4日-6月4日，由民阵为主要成员之一的海外民运协调会发起和主办了“纪念六四20周年全球网络大会”，为时一个月，通过多种网络媒体进行转播。虽然会议进行期间遭遇到明显的网络攻击，但大会仍成功地进行。包括大批中国大陆网民在内，有数千人先后参加了会议或收听了实况转播。
2010年5月26-27日，经民阵的推动和操办，第四次全球支持中国和亚洲民主化大会在位于法国斯特拉斯堡的欧洲理事会大厦内召开，并通过了《“六四”血案二十一周年纪念议案》。会议期间，召开了民阵第十次代表大会，费良勇再次连任主席，盛雪、唐元隽和正潜入中国大陆进行2010公民行活动并通过网络与会的张小刚当选副主席，张健连任监事会主席。

### 复合
2012年8月，在中国海外民运联席会议于哥本哈根召开年会期间，与会的王国兴方八国民阵联合体一方的民阵成员举行了“第九次代表大会”，会议前后表达了结束民阵分裂状态的意愿。
2012年10月，在费良勇方民阵发起和推动与操办下，第五次全球支持中国和亚洲民主化大会在匈牙利布达佩斯举行。会议期间，民阵于10月9日召开了第十一次代表大会，大会回应了哥本哈根会议关于结束民阵分裂状态的意向，但是只接受了数名哥本哈根会议方成员选入复合以后的民阵理监事会，为王国兴以后宣布不接受布达佩斯会议结果，重新裂开民阵埋下了伏笔。会上，盛雪当选为主席，是海外主要民运组织的首位女性主席，彭小明、唐元隽、梁友灿和王国兴当选为副主席，陈联昆当选监事会主席。当选的理事会成员有：盛雪、费良勇、潘永忠、边大卫、彭小明、陈世忠、王进忠、唐元隽、罗乐、潘晴、张国亭、方仲宁、洛桑旺堆、梁友灿、李震、陈钊、夏一凡、王国兴、逸君。当选的监事会成员有：张晓刚、高健、陈联昆、 高升、张健、黄元璋、陈忠和。会后成立了由哥本哈根会议和布达佩斯会议双方成员对等组成的民阵总部工作会议。这是中国海外民运史上首个组织分裂后走向复合的先例。
2013年10月19-21日，在民阵的推动和民阵加拿大分部的具体操办下，第六次全球支持中国和亚洲民主化大会在加拿大多伦多召开，有世界各地各界人士200多人出席，包括各国政界人士二十多人，其中有三名现任部长。众多媒体采访了大会。此为多年来，民运组织承办的最为成功的一次会议。
2014年5月31日，由民阵为主要成员之一的海外民运协调会发起和主办了“全球纪念六四25周年网络大会”，获得包括港台和大陆在内的50多个团体的呼应联署。在筹办和进行过程中遭受到极为强烈的网络攻击。会议当天，会务方租用的两个会议软件的商业服务器被瘫痪，会议不得不三易会址才得以完成。
2015年3月30日，民阵在澳大利亚的悉尼召开了民阵第十二次代表大会，会上以16票赞成4票反对2票弃权通过了梁友灿、唐元隽、潘永忠等人提出的程序动议，总部架构维持不变，不作改选。
2017年3月下旬，民阵参与了在美国拉斯维加斯举行的《中国破局与民主新希望研习营会议》，商讨成立「中国民主革命平台」，并与3月24日召开了民阵第十三次代表大会。秦晋当选为主席，金秀红、盛雪、王戴、张健当选为副主席，罗乐当选监事会主席。当选的理事会成员有：理事陈景圣、陈用林、陈钊、高健、黄元璋、金晓炎、金秀红、潘晴、秦晋、任中志、孙宝强、盛雪、石青、王戴、吴江、夏一凡、颜荔、逸君、应宏善、张健、郑云，候补理事达尔、李学政、陆伟国、吴翔、张家瑞等。当选的监事会成员有：陈劲松、郭国汀、罗乐、钱达、吴建民、叶宁、张小刚、赵勇、朱学渊等。